# 張亞光

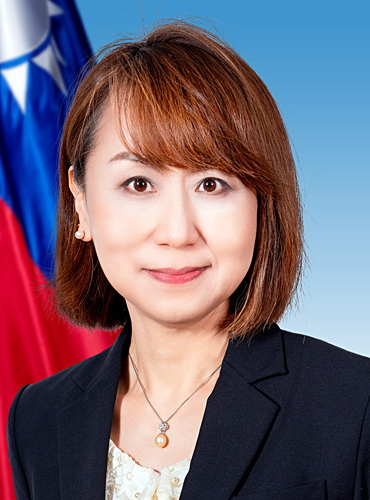
外交部刊登肖像照

張亞光，中華民國外交官、政府官員。

## 學歷
- 國立政治大學外交學系學士（1992年）
- 國立政治大學外交研究所碩士（1995年）
- 外交領事人員講習所第29期訓練（1996年）
- 牛津大学外交官訓練計畫（1997年）

## 經歷
- 外交部新聞文化司學員（1996年6月）
- 駐英國台北代表處主事（1996年6月－1997年6月）
- 外交部新聞文化司薦任科員（1997年6月－1997年10月）
- 外交部部長辦公室薦任科員（1997年10月－2000年2月）
- 駐洛杉磯臺北經濟文化辦事處三等秘書、二等秘書（2000年2月－2006年1月）
- 外交部人事處二等秘書回部辦事（2006年1月－2007年1月）
- 外交部人事處科長（2007年1月－2007年3月）
- 外交部國會聯絡組組長（2007年3月－2008年5月）
- 外交部政務次長辦公室薦任秘書（2008年5月－2009年1月）
- 駐紐約臺北經濟文化辦事處一等秘書（2009年1月－2014年3月）
- 國家安全會議秘書長辦公室秘書、簡任秘書（2014年3月－2015年2月）
- 行政院大陸委員會主任委員辦公室主任（2015年2月－2016年5月）
- 外交部北美司簡任秘書（2016年5月－2016年7月）
- 駐美國臺北經濟文化代表處領務組副組長、組長（副參事、參事）（2016年6月－2020年7月）[2]
- 駐聖文森國大使館參事、公使銜參事（2020年7月－2022年7月）
- 外交部公眾外交協調會參事回部辦事（2022年7月－2022年11月）
- 外交部研究設計會主任（2022年12月－2025年6月）
- 駐葡萄牙臺北經濟文化中心大使銜代表（2025年6月－）[3][註 1]

| 中華民國政府職務 | 中華民國政府職務                                   | 中華民國政府職務        |
| ---------------- | -------------------------------------------------- | ----------------------- |
| 前任： 張崇哲    | 中華民國駐葡萄牙代表 2025年6月－                   | 繼任： '                |
| 前任： 谷瑞生    | 中華民國外交部研究設計會主任 2022年12月－2025年6月 | 繼任： 柯良叡（待赴任） |